# Bergskil

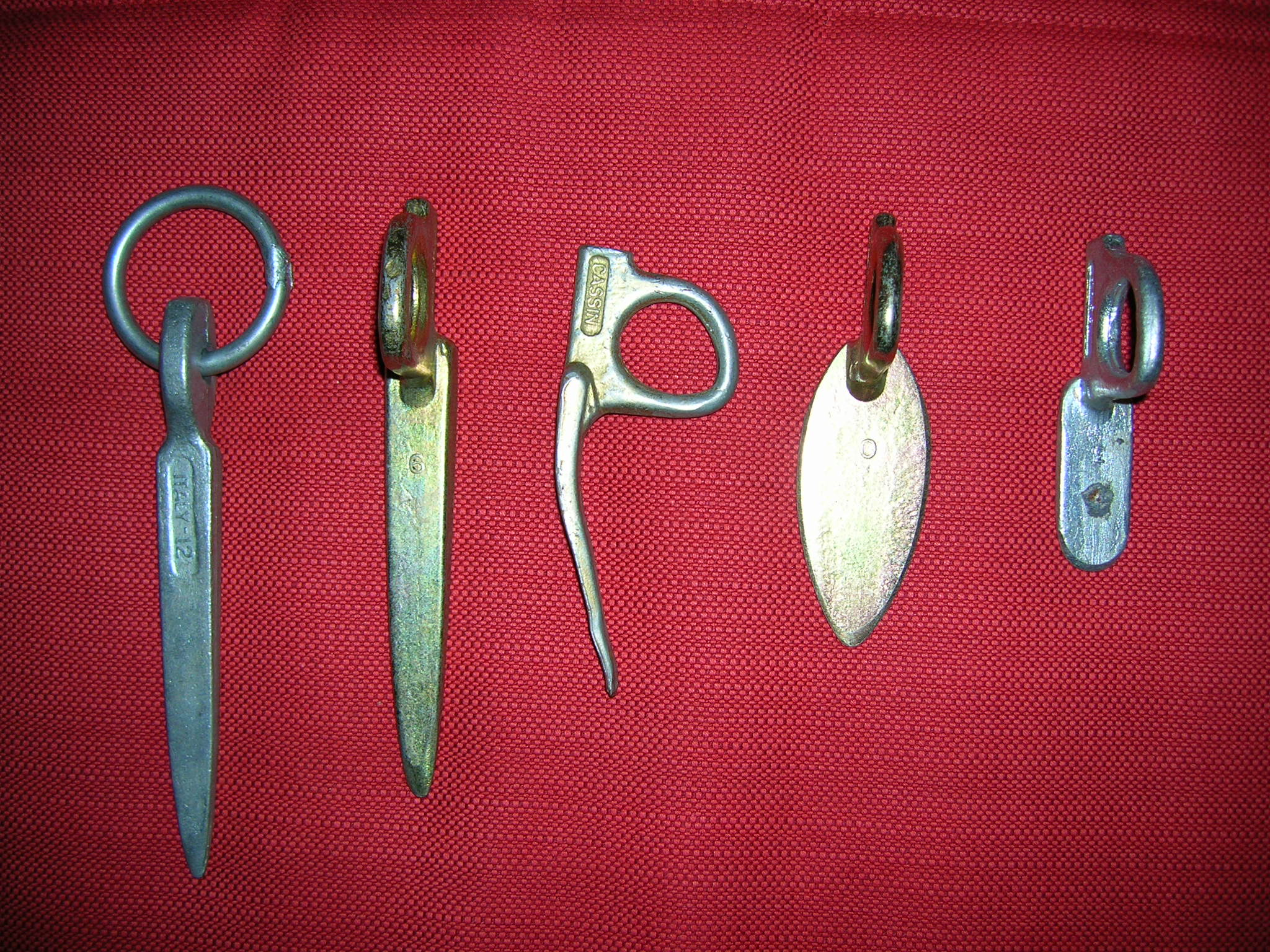
Bergskilar.

En bergskil är ett redskap som används inom klättring, främst bergsklättring, samt vid förtöjning av båtar. Kilen slås in på lämplig plats i berget eller stenhällen med hjälp av en slägga. I kilens trubbiga ände finns i regel en ring för att fästa ett klättringsrep eller förtöjningslina.

## Klättringskilar
De typer av bergskilar som används inom klättring kan klassificeras i fyra kategorier: kilar, kamkilar, bultar och borrbultar. 
- Kilar är passiva kilformade eller hexagonala metallklumpar som placeras med handkraft i konstriktioner bergssprickor. Kilen har en slinga av rep eller ståltråd trädd genom borrade hål vilken förbinds med klätterrepet med hjälp av en karbinhake.
- Kamkilar  har rörliga excenterkammar vilka pressas utåt mot sprickans väggar vid belastning. Även dessa placeras med handkraft. Både kilar och kamkilar placeras och avlägsnas med handkraft och gör i princip ingen som helst åverkan på berget.
- Bultar placeras även de i naturliga sprickor i berget, men de slås in och avlägsnas med hjälp av hammare vilket gör att de i viss mån skadar berget. Sedan 1960-talets slut har bultar gradvis alltmer kommit att ersättas av kilar och kamkilar. Bultar kallas ibland även pitonger efter deras franska benämning, piton.
- Borrbultar är expander- eller limbultar som placeras i hål borrade i klippan. De medger säkringsmöjligheter där klippan är helt kompakt och andra säkringsmedel är helt omöjliga att placera. Borrbultar används därför företrädesvis vid klättring på tämligen släta väggar.

## Bergskilar för förtöjning
Bergskilar för förtöjning av båtar används huvudsakligen i naturhamnar. De kan delas in i tre huvudtyper: Koniska berskilar, vajerförsedda bergskilar samt expanderande bergskilar.
- Koniska bergskilar är den vanligaste typen, det finns flera varianter av denna typ till exempel raka- sneda- samt skruvade koniska bergskilar. De är användarvänliga och ofta billigare än övriga typer. Nackdelen med de koniska (kilformade) är just att de är koniska därför lossnar relativt lätt.
- Vajerförsedda bergskilar består av en kort stålkon med en vajer fäst i konen. Konen placeras nere i en spricka som löper mot/från båten. Sprickan måste vara utformad så att konen fastnar när den dras längs med sprickan. Vajerförsedda bergskilar kan endast undantagsvis användas där bergssprickan är vinklad tvärs mot förtöjningslinorna eftersom draget från vajern i de flesta fall kommer dra loss förtöjningskilen ur sprickan
- Expanderande bergskilar består av flera delar som tillsammans skapar en expanderade funktion nere bergssprickan. Principen är densamma som för fasta bergsöglor i borrade hål. Likt de sneda koniska bergskilarna fungerar de expanderande bergskilar oavsett vilken riktning bergssprickan har.